# Convicted
Convicted é un film statunitense-canadese del 1938 diretto da Leon Bartha.